# ربکا گادفرای
ربکا گادفرای داستان‌نویس و رمان‌نویس بود. وی همچنین به آموزش نویسندگی خلاق در مجله خلاقیت داستانی(انگلیسی: Creative Nonfiction magazine) می‌پرداخت. او فرزند دیو گادفرای (انگلیسی: Dave Godfrey؛ ۹ اوت ۱۹۳۸–۲۱ ژوئن ۲۰۱۵) و الن گادفرای (انگلیسی: Ellen Godfrey) است که در تورنتو اونتاریو متولد شده‌است. در دوران کودکی همراه با خانواده اش به شهر ویکتوریا در بریتیش کلمبیا نقل مکان کرد. گادفرای بعدها در دانشگاه تورنتو و کالج سارا لارنس قبول شد و توانست در رشته نویسندگی خلاق با مدرک MFA (انگلیسی: Master of Fine Arts) فارغ‌التحصیل شود. ربکا قبل از اینکه اولین رمانش به نام 'دامن پاره'(انگلیسی: ٍTorn Skirt) را بنویسد در نیویورک و تورنتو روزنامه‌نگاری و ویراستاری می‌کرده‌است. رمان نخست او به نام دامن پاره (۲۰۰۱)، توانست نامزد جایزه ادبیات داستانی اتل ویلسون (انگلیسی: Ethel Wilson Fiction Prize)در سال ۲۰۰۲ شود. رمان دوم او به نام 'زیر پل' (۲۰۰۵) که به بررسی مرگ رینا ویرک (انگلیسی: Reena Virk) پرداخته‌است توانست جایزه ملی ادبیات داستانی بریتیش کلمبیا برای ادبیات کانادایی (انگلیسی: British Columbia's National Award for Canadian Non-Fiction) را در سال ۲۰۰۶ از آن خود کند.
شرکت ریس ویترسپون نوع A زیر پل را به کارگردانی کاترین هاردویک به اجرا درآورد.
وی استادیار نویسندگی خلاق در دانشگاه کلمبیا بود.ربکا گادفرای در سوم اکتبر ۲۰۲۲ به علت عوارض سرطان ریه در گذشت و از او یک فرزند به یادگار مانده است. 
در سال ۲۰۱۳ هم ناف در کانادا و آمریکا اعلام کردند که تصمیم به چاپ رمان دوم او به نام دیلتنت(انگلیسی: Dilettante) را دارند.

## کتابشناسی
- دامن پاره (سال ۲۰۰۱)
- زیر پل: داستان واقعی قتل رینا ویرک (۲۰۰۵)
- آماتور